# Liga Światowa w Piłce Siatkowej 2011 (turniej finałowy)
Faza finałowa (Final Eight) Ligi Światowej siatkarzy 2011 odbyła się w dniach 6–10 lipca w hali Ergo Arena na granicy Gdańska i Sopotu. Był to trzeci turniej finałowy rozgrywany w Polsce.
Po raz pierwszy w fazie finałowej wystartowało osiem reprezentacji. Zostały one podzielone na dwie grupy (E i F) na podstawie klucza określonego w regulaminie rozgrywek. W grupie E znalazły się Argentyna, Bułgaria, Polska i Włochy, w grupie F natomiast Brazylia, Kuba, Rosja i Stany Zjednoczone. Z każdej grupy do półfinałów awansowały po dwie drużyny. Po półfinałach rozegrane zostały mecz o 3. miejsce i finał.

## Podział drużyn w grupach
FIVB oficjalnie potwierdziła rozkład drużyn w poszczególnych grupach 2 lipca. Polska jako gospodarz została automatycznie rozstawiona jako pierwsza w grupie E. Do Polski dołączyli zwycięzca grupy C i grupy D oraz zespół, który zajął 2. miejsce w grupie B. W grupie F znaleźli się natomiast zwycięzcy grup A i B oraz drużyny, które zajęły 2. miejsce w grupach A i D. Terminarz ustalony został tak, aby reprezentacja Polski wszystkie mecze grupowe rozgrywała o godzinie 20:00 czasu lokalnego.
| Grupa E | Grupa E            | Grupa E | Grupa F | Grupa F           | Grupa F |
| ------- | ------------------ | ------- | ------- | ----------------- | ------- |
| E1      | Polska (gospodarz) | A3      | F1      | Brazylia          | A1      |
| E2      | Argentyna          | C1      | F2      | Rosja             | B1      |
| E3      | Włochy             | D1      | F3      | Stany Zjednoczone | A2      |
| E4      | Bułgaria           | B2      | F4      | Kuba              | D2      |

## Grupa E
Tabela
| Lp. | Drużyna   | Pkt | Mecze | Mecze   | Mecze   | Sety | Sety | Sety  | Małe punkty | Małe punkty | Małe punkty |
| Lp. | Drużyna   | Pkt | M     | W (3:2) | P (2:3) | wyg. | prz. | ratio | zdob.       | str.        | ratio       |
| --- | --------- | --- | ----- | ------- | ------- | ---- | ---- | ----- | ----------- | ----------- | ----------- |
| 1   | Argentyna | 7   | 3     | 2 (0)   | 1 (1)   | 8    | 4    | 2.000 | 276         | 257         | 1.074       |
| 2   | Polska    | 4   | 3     | 2 (2)   | 1 (0)   | 6    | 7    | 0.857 | 264         | 286         | 0.923       |
| 3   | Bułgaria  | 4   | 3     | 1 (0)   | 2 (1)   | 5    | 6    | 0.833 | 241         | 242         | 0.996       |
| 4   | Włochy    | 3   | 3     | 1 (0)   | 2 (0)   | 4    | 6    | 0.667 | 229         | 225         | 1.018       |

Źródło: FIVB
Punktacja: 3:0 i 3:1 – 3 pkt; 3:2 – 2 pkt; 2:3 – 1 pkt; 1:3 i 0:3 – 0 pkt
Zasady ustalania kolejności: 1. liczba punktów; 2. liczba zwycięstw; 3. stosunek setów; 4. stosunek małych punktów; 5. bilans w bezpośrednich meczach
Wyniki spotkań

Godzina rozpoczęcia meczu jest podana w czasie lokalnym.

| 6 lipca 2011 | Argentyna            | 3:1 (20:25, 25:20, 25:22, 25:22) | Włochy                 | Ergo Arena, Gdańsk/Sopot                                             |  |
| 17:25        | Facundo Conte 26 pkt | raport                           | Cristian Savani 20 pkt | Widzów: 4391 Sędziowie: Patrick Deregnaucourt i Denny Céspedes Lassi |  |

| 6 lipca 2011 | Polska               | 3:2 (25:20, 23:25, 14:25, 25:22, 15:13) | Bułgaria              | Ergo Arena, Gdańsk/Sopot                          |  |
| 20:10        | Bartosz Kurek 24 pkt | raport                                  | Cwetan Sokołow 27 pkt | Widzów: 7283 Sędziowie: Wang Ning i Frans Loderus |  |

| 7 lipca 2011 | Bułgaria              | 0:3 (17:25, 22:25, 22:25) | Argentyna            | Ergo Arena, Gdańsk/Sopot                                     |  |
| 17:25        | Cwetan Sokołow 14 pkt | raport                    | Facundo Conte 19 pkt | Widzów: 4524 Sędziowie: Denny Céspedes Lassi i Milan Labašta |  |

| 7 lipca 2011 | Włochy                 | 3:0 (25:15, 25:20, 25:20) | Polska               | Ergo Arena, Gdańsk/Sopot                           |  |
| 20:10        | Cristian Savani 13 pkt | raport                    | Bartosz Kurek 12 pkt | Widzów: 9173 Sędziowie: Bela Hobor i Osamu Sakaide |  |

| 8 lipca 2011 | Włochy              | 0:3 (22:25, 22:25, 21:25) | Bułgaria                | Ergo Arena, Gdańsk/Sopot                              |  |
| 17:25        | Ivan Zaytsev 15 pkt | raport                    | Władimir Nikołow 16 pkt | Widzów: 6493 Sędziowie: Milan Labašta i Frans Loderus |  |

| 8 lipca 2011 | Polska               | 3:2 (18:25, 25:22, 25:20, 24:26, 15:13) | Argentyna                                | Ergo Arena, Gdańsk/Sopot                           |  |
| 20:10        | Bartosz Kurek 29 pkt | raport                                  | Facundo Conte 14 pkt Lucas Ocampo 14 pkt | Widzów: 8991 Sędziowie: Osamu Sakaide i Bela Hobor |  |

## Grupa F
Tabela
| Lp. | Drużyna           | Pkt | Mecze | Mecze   | Mecze   | Sety | Sety | Sety  | Małe punkty | Małe punkty | Małe punkty |
| Lp. | Drużyna           | Pkt | M     | W (3:2) | P (2:3) | wyg. | prz. | ratio | zdob.       | str.        | ratio       |
| --- | ----------------- | --- | ----- | ------- | ------- | ---- | ---- | ----- | ----------- | ----------- | ----------- |
| 1   | Rosja             | 9   | 3     | 3 (0)   | 0 (0)   | 9    | 1    | 9.000 | 254         | 207         | 1.227       |
| 2   | Brazylia          | 5   | 3     | 2 (1)   | 1 (0)   | 6    | 6    | 1.000 | 256         | 265         | 0.966       |
| 3   | Stany Zjednoczone | 2   | 3     | 1 (1)   | 2 (0)   | 5    | 8    | 0.625 | 283         | 296         | 0.956       |
| 4   | Kuba              | 2   | 3     | 0 (0)   | 3 (2)   | 4    | 9    | 0.444 | 268         | 293         | 0.915       |

Źródło: FIVB
Punktacja: 3:0 i 3:1 – 3 pkt; 3:2 – 2 pkt; 2:3 – 1 pkt; 1:3 i 0:3 – 0 pkt
Zasady ustalania kolejności: 1. liczba punktów; 2. liczba zwycięstw; 3. stosunek setów; 4. stosunek małych punktów; 5. bilans w bezpośrednich meczach
Wyniki spotkań

Godzina rozpoczęcia meczu jest podana w czasie lokalnym.

| 6 lipca 2011 | Rosja                   | 3:1 (29:31, 25:16, 25:21, 25:22) | Stany Zjednoczone       | Ergo Arena, Gdańsk/Sopot                                       |  |
| 11:10        | Maksim Michajłow 29 pkt | raport                           | Matthew Anderson 17 pkt | Widzów: 2284 Sędziowie: Osamu Sakaide i Rolando Hugo Cholakian |  |

| 6 lipca 2011 | Brazylia             | 3:2 (18:25, 21:25, 25:16, 30:28, 15:12) | Kuba                        | Ergo Arena, Gdańsk/Sopot                           |  |
| 13:40        | Murilo Endres 16 pkt | raport                                  | Wilfredo León Venero 20 pkt | Widzów: 3900 Sędziowie: Milan Labašta i Bela Hobor |  |

| 7 lipca 2011 | Kuba                        | 0:3 (20:25, 20:25, 20:25) | Rosja               | Ergo Arena, Gdańsk/Sopot                                              |  |
| 11:10        | Wilfredo León Venero 12 pkt | raport                    | Taras Chtiej 16 pkt | Widzów: 2737 Sędziowie: Rolando Hugo Cholakian i Patric Deregnaucourt |  |

| 7 lipca 2011 | Stany Zjednoczone       | 1:3 (25:15, 22:25, 22:25, 15:25) | Brazylia                              | Ergo Arena, Gdańsk/Sopot                          |  |
| 13:40        | Matthew Anderson 16 pkt | raport                           | Gilberto de Godoy Filho (Giba) 21 pkt | Widzów: 3480 Sędziowie: Frans Loderus i Wang Ning |  |

| 8 lipca 2011 | Stany Zjednoczone       | 3:2 (23:25, 25:21, 25:18, 21:25, 15:13) | Kuba                        | Ergo Arena, Gdańsk/Sopot                                             |  |
| 11:10        | Matthew Anderson 29 pkt | raport                                  | Wilfredo León Venero 20 pkt | Widzów: 3445 Sędziowie: Patrick Deregnaucourt i Denny Céspedes Lassi |  |

| 8 lipca 2011 | Brazylia                      | 0:3 (20:25, 20:25, 17:25) | Rosja                                       | Ergo Arena, Gdańsk/Sopot                                   |  |
| 13:55        | Leandro Vissotto Neves 12 pkt | raport                    | Taras Chtiej 11 pkt Maksim Michajłow 11 pkt | Widzów: 4534 Sędziowie: Wang Ning i Rolando Hugo Cholakian |  |

## Półfinały
| 9 lipca 2011 | Argentyna            | 0:3 (22:25, 40:42, 23:25) | Brazylia                        | Ergo Arena, Gdańsk/Sopot                           |  |
| 17:10        | Facundo Conte 20 pkt | raport                    | Théo Fabrício Nery Lopes 23 pkt | Widzów: 7489 Sędziowie: Bela Hobor i Milan Labašta |  |

| 9 lipca 2011 | Rosja                   | 3:1 (25:22, 25:23, 22:25, 25:17) | Polska               | Ergo Arena, Gdańsk/Sopot                                      |  |
| 20:00        | Maksim Michajłow 24 pkt | raport                           | Bartosz Kurek 23 pkt | Widzów: 10020 Sędziowie: Frans Loderus i Denny Céspedes Lassi |  |

## Mecz o 3. miejsce
| 10 lipca 2011 | Argentyna            | 0:3 (18:25, 23:25, 22:25) | Polska              | Ergo Arena, Gdańsk/Sopot                                  |  |
| 17:10         | Facundo Conte 15 pkt | raport                    | Jakub Jarosz 16 pkt | Widzów: 10000 Sędziowie: Ning Wang i Patric Deregnaucourt |  |

## Finał
| 10 lipca 2011 | Brazylia                                                              | 2:3 (25:23, 25:27, 23:25, 25:22, 11:15) | Rosja                   | Ergo Arena, Gdańsk/Sopot                                        |  |
| 20:10         | Gilberto de Godoy Filho (Giba) 16 pkt Théo Fabrício Nery Lopes 16 pkt | raport                                  | Maksim Michajłow 26 pkt | Widzów: 10200 Sędziowie: Osamu Sakaide i Rolando Hugo Cholakian |  |

## Klasyfikacja końcowa
| Miejsce | Reprezentacja     |
| ------- | ----------------- |
| złoto   | Rosja             |
| srebro  | Brazylia          |
| brąz    | Polska            |
| 4.      | Argentyna         |
| 5.      | Bułgaria          |
| 6.      | Włochy            |
| 7.      | Stany Zjednoczone |
| 8.      | Kuba              |

## Nagrody indywidualne
| Najlepszy zawodnik (MVP) | Najlepszy punktujący | Najlepszy atakujący | Najlepszy blokujący | Najlepszy zagrywający | Najlepszy rozgrywający | Najlepszy przyjmujący | Najlepszy libero   |
| ------------------------ | -------------------- | ------------------- | ------------------- | --------------------- | ---------------------- | --------------------- | ------------------ |
| Maksim Michajłow         | Bartosz Kurek        | Théo Lopes          | Maksim Michajłow    | Dmitrij Muserski      | Luciano De Cecco       | Murilo Endres         | Krzysztof Ignaczak |

## Szczegóły rozgrywek

### Grupa E

#### Argentyna – Włochy
Środa, 6 lipca 2011 – 17:25 (UTC+2) • Ergo Arena, Gdańsk/Sopot
Widzów: 4 391
Czas trwania meczu: 113 minut
Sędziowie: Patric Deregnaucourt (Francja) i Denny Céspedes Lassi (Dominikana)
| Argentyna            | 3:1                                                | Włochy                 |
| Facundo Conte 26 pkt | (20:25, 25:20, 25:22, 25:22) raport P-2 raport P-3 | Cristian Savani 20 pkt |

| Poz.         | Nr | Zawodnik         | 1           | 2           | 3           | 4           | 5 | Pkt |
| ------------ | -- | ---------------- | ----------- | ----------- | ----------- | ----------- | - | --- |
| P            | 7  | Facundo Conte    | 1 wskładzie | 1 wskładzie | 1 wskładzie | 1 wskładzie |   | 26  |
| P            | 9  | Rodrigo Quiroga  | 1 wskładzie | 1 wskładzie | 1 wskładzie | 4 pusty     |   | 2   |
| Ś            | 11 | Sebastián Solé   | 1 wskładzie | 1 wskładzie | 1 wskładzie | 1 wskładzie |   | 12  |
| A            | 12 | Federico Pereyra | 1 wskładzie | 1 wskładzie | 1 wskładzie | 1 wskładzie |   | 14  |
| Ś            | 14 | Pablo Crer       | 1 wskładzie | 1 wskładzie | 1 wskładzie | 1 wskładzie |   | 7   |
| R            | 15 | Luciano De Cecco | 1 wskładzie | 1 wskładzie | 1 wskładzie | 1 wskładzie |   | 4   |
| L            | 16 | Alexis González  | L           | L           | L           | L           |   |     |
| Zmiany       |    |                  |             |             |             |             |   |     |
| Ś            | 1  | Gabriel Arroyo   |             |             |             | 2 zmiana    |   |     |
| P            | 4  | Lucas Ocampo     |             | 2 zmiana    | 2 zmiana    | 1 wskładzie |   | 5   |
| Trener       |    |                  |             |             |             |             |   |     |
| Javier Weber |    |                  |             |             |             |             |   |     |

| Poz.          | Nr | Zawodnik           | 1           | 2           | 3           | 4           | 5 | Pkt |
| ------------- | -- | ------------------ | ----------- | ----------- | ----------- | ----------- | - | --- |
| A             | 7  | Michal Lasko       | 1 wskładzie | 1 wskładzie | 1 wskładzie | 1 wskładzie |   | 12  |
| P             | 9  | Ivan Zaytsev       | 1 wskładzie | 1 wskładzie | 1 wskładzie | 1 wskładzie |   | 9   |
| P             | 11 | Cristian Savani    | 1 wskładzie | 1 wskładzie | 1 wskładzie | 1 wskładzie |   | 20  |
| Ś             | 12 | Simone Buti        | 1 wskładzie | 1 wskładzie | 1 wskładzie | 1 wskładzie |   | 8   |
| R             | 13 | Dragan Travica     | 1 wskładzie | 1 wskładzie | 1 wskładzie | 1 wskładzie |   | 4   |
| Ś             | 15 | Emanuele Birarelli | 1 wskładzie | 1 wskładzie | 1 wskładzie | 1 wskładzie |   | 7   |
| L             | 4  | Andrea Bari        | L           | L           | L           | L           |   |     |
| Zmiany        |    |                    |             |             |             |             |   |     |
| P             | 8  | Gabriele Maruotti  |             | 2 zmiana    | 2 zmiana    | 2 zmiana    |   | 2   |
| Trener        |    |                    |             |             |             |             |   |     |
| Mauro Berutto |    |                    |             |             |             |             |   |     |

Statystyki meczowe
| Argentyna | STATYSTYKI        | Włochy |
| 95        | MAŁE PUNKTY       | 89     |
| 52        | ATAK              | 52     |
| 11        | BLOK              | 5      |
| 7         | SERWIS            | 5      |
| 25        | BŁĘDY PRZECIWNIKA | 27     |

#### Polska – Bułgaria
Środa, 6 lipca 2011 – 20:10 (UTC+2) • Ergo Arena, Gdańsk/Sopot
Widzów: 7 283
Czas trwania meczu: 149 minut
Sędziowie: Wang Ning (Chiny) i Frans Loderus (Holandia)
| Polska               | 3:2                                                       | Bułgaria              |
| Bartosz Kurek 24 pkt | (25:20, 23:25, 14:25, 25:22, 15:13) raport P-2 raport P-3 | Cwetan Sokołow 27 pkt |

| Poz.            | Nr | Zawodnik           | 1           | 2           | 3           | 4           | 5           | Pkt |
| --------------- | -- | ------------------ | ----------- | ----------- | ----------- | ----------- | ----------- | --- |
| Ś               | 1  | Piotr Nowakowski   | 1 wskładzie | 1 wskładzie | 1 wskładzie | 1 wskładzie | 1 wskładzie | 16  |
| P               | 6  | Bartosz Kurek      | 1 wskładzie | 1 wskładzie | 1 wskładzie | 1 wskładzie | 1 wskładzie | 24  |
| A               | 9  | Zbigniew Bartman   | 1 wskładzie | 1 wskładzie | 1 wskładzie | 1 wskładzie | 1 wskładzie | 18  |
| P               | 14 | Michał Ruciak      | 1 wskładzie | 1 wskładzie | 1 wskładzie | 1 wskładzie | 1 wskładzie | 9   |
| R               | 15 | Łukasz Żygadło     | 1 wskładzie | 1 wskładzie | 1 wskładzie | 1 wskładzie | 1 wskładzie | 2   |
| Ś               | 18 | Marcin Możdżonek   | 1 wskładzie | 1 wskładzie | 1 wskładzie | 1 wskładzie | 1 wskładzie | 8   |
| L               | 16 | Krzysztof Ignaczak | L           | L           | L           | L           | L           |     |
| Zmiany          |    |                    |             |             |             |             |             |     |
| Ś               | 4  | Grzegorz Kosok     |             |             |             | 4 pusty     | 2 zmiana    | 1   |
| A               | 7  | Jakub Jarosz       |             | 2 zmiana    | 2 zmiana    | 4 pusty     | 2 zmiana    |     |
| R               | 12 | Paweł Woicki       | 2 zmiana    | 2 zmiana    |             | 2 zmiana    | 4 pusty     |     |
| P               | 13 | Michał Kubiak      |             |             |             | 2 zmiana    | 2 zmiana    |     |
| P               | 17 | Michał Bąkiewicz   |             | 2 zmiana    | 2 zmiana    | 4 pusty     | 4 pusty     |     |
| Trener          |    |                    |             |             |             |             |             |     |
| Andrea Anastasi |    |                    |             |             |             |             |             |     |

| Poz.              | Nr | Zawodnik         | 1           | 2           | 3           | 4           | 5           | Pkt |
| ----------------- | -- | ---------------- | ----------- | ----------- | ----------- | ----------- | ----------- | --- |
| R                 | 3  | Andrej Żekow     | 1 wskładzie | 1 wskładzie | 1 wskładzie | 1 wskładzie | 1 wskładzie | 2   |
| P                 | 6  | Matej Kazijski   | 1 wskładzie | 1 wskładzie | 1 wskładzie | 1 wskładzie | 1 wskładzie | 18  |
| Ś                 | 12 | Wiktor Josifow   | 1 wskładzie | 1 wskładzie | 1 wskładzie | 1 wskładzie | 1 wskładzie | 5   |
| Ś                 | 14 | Teodor Todorow   | 1 wskładzie | 1 wskładzie |             | 4 pusty     | 4 pusty     |     |
| P                 | 15 | Todor Aleksijew  | 1 wskładzie | 1 wskładzie | 1 wskładzie | 1 wskładzie | 1 wskładzie | 6   |
| A                 | 19 | Cwetan Sokołow   | 1 wskładzie | 1 wskładzie | 1 wskładzie | 1 wskładzie | 1 wskładzie | 27  |
| L                 | 4  | Władysław Iwanow | L           | L           | L           | L           | L           |     |
| Zmiany            |    |                  |             |             |             |             |             |     |
| R                 | 1  | Georgi Bratojew  |             |             |             | 2 zmiana    | 4 pusty     |     |
| Ś                 | 2  | Christo Cwetanow |             | 2 zmiana    | 1 wskładzie | 1 wskładzie | 1 wskładzie | 8   |
| P                 | 9  | Metodi Ananiew   | 2 zmiana    |             | 2 zmiana    | 2 zmiana    | 4 pusty     |     |
| A                 | 11 | Władimir Nikołow |             |             |             | 2 zmiana    | 4 pusty     | 4   |
| P                 | 17 | Nikołaj Penczew  | 2 zmiana    | 2 zmiana    | 2 zmiana    | 2 zmiana    | 2 zmiana    | 3   |
| Trener            |    |                  |             |             |             |             |             |     |
| Radostin Stojczew |    |                  |             |             |             |             |             |     |

Statystyki meczowe
| Polska | STATYSTYKI        | Bułgaria |
| 102    | MAŁE PUNKTY       | 105      |
| 64     | ATAK              | 54       |
| 12     | BLOK              | 14       |
| 2      | SERWIS            | 5        |
| 24     | BŁĘDY PRZECIWNIKA | 32       |

#### Bułgaria – Argentyna
Czwartek, 7 lipca 2011 – 17:25 (UTC+2) • Ergo Arena, Gdańsk/Sopot
Widzów: 4 524
Czas trwania meczu: 83 minuty
Sędziowie: Denny Céspedes Lassi (Dominikana) i Milan Labašta (Czechy)
| Bułgaria              | 0:3                                         | Argentyna            |
| Cwetan Sokołow 14 pkt | (17:25, 22:25, 22:25) raport P-2 raport P-3 | Facundo Conte 19 pkt |

| Poz.              | Nr | Zawodnik         | 1           | 2           | 3           | 4 | 5 | Pkt |
| ----------------- | -- | ---------------- | ----------- | ----------- | ----------- | - | - | --- |
| R                 | 3  | Andrej Żekow     | 1 wskładzie | 1 wskładzie | 1 wskładzie |   |   |     |
| P                 | 6  | Matej Kazijski   | 1 wskładzie | 1 wskładzie | 1 wskładzie |   |   | 10  |
| Ś                 | 12 | Wiktor Josifow   | 1 wskładzie | 1 wskładzie | 1 wskładzie |   |   | 4   |
| Ś                 | 14 | Teodor Todorow   | 1 wskładzie | 1 wskładzie |             |   |   | 1   |
| P                 | 15 | Todor Aleksijew  | 1 wskładzie | 1 wskładzie | 1 wskładzie |   |   | 5   |
| A                 | 19 | Cwetan Sokołow   | 1 wskładzie | 1 wskładzie | 1 wskładzie |   |   | 14  |
| L                 | 4  | Władysław Iwanow | L           | L           | L           |   |   |     |
| Zmiany            |    |                  |             |             |             |   |   |     |
| Ś                 | 2  | Christo Cwetanow |             | 2 zmiana    | 1 wskładzie |   |   | 3   |
| P                 | 17 | Nikołaj Penczew  | 2 zmiana    | 2 zmiana    | 2 zmiana    |   |   | 1   |
| Trener            |    |                  |             |             |             |   |   |     |
| Radostin Stojczew |    |                  |             |             |             |   |   |     |

| Poz.         | Nr | Zawodnik         | 1           | 2           | 3           | 4 | 5 | Pkt |
| ------------ | -- | ---------------- | ----------- | ----------- | ----------- | - | - | --- |
| P            | 7  | Facundo Conte    | 1 wskładzie | 1 wskładzie | 1 wskładzie |   |   | 19  |
| P            | 9  | Rodrigo Quiroga  | 1 wskładzie | 1 wskładzie | 1 wskładzie |   |   | 9   |
| Ś            | 11 | Sebastián Solé   | 1 wskładzie | 1 wskładzie | 1 wskładzie |   |   | 9   |
| A            | 12 | Federico Pereyra | 1 wskładzie | 1 wskładzie | 1 wskładzie |   |   | 13  |
| Ś            | 14 | Pablo Crer       | 1 wskładzie | 1 wskładzie | 1 wskładzie |   |   | 8   |
| R            | 15 | Luciano De Cecco | 1 wskładzie | 1 wskładzie | 1 wskładzie |   |   | 2   |
| L            | 16 | Alexis González  | L           | L           | L           |   |   |     |
| Trener       |    |                  |             |             |             |   |   |     |
| Javier Weber |    |                  |             |             |             |   |   |     |

Statystyki meczowe
| Bułgaria | STATYSTYKI        | Argentyna |
| 61       | MAŁE PUNKTY       | 75        |
| 32       | ATAK              | 49        |
| 3        | BLOK              | 6         |
| 3        | SERWIS            | 5         |
| 23       | BŁĘDY PRZECIWNIKA | 15        |

#### Włochy – Polska
Czwartek, 7 lipca 2011 – 20:10 (UTC+2) • Ergo Arena, Gdańsk/Sopot
Widzów: 9 173
Czas trwania meczu: 83 minuty
Sędziowie: Bela Hobor (Węgry) i Osamu Sakaide (Japonia)
| Włochy                 | 3:0                                         | Polska               |
| Cristian Savani 13 pkt | (25:15, 25:20, 25:20) raport P-2 raport P-3 | Bartosz Kurek 12 pkt |

| Poz.          | Nr | Zawodnik           | 1           | 2           | 3           | 4 | 5 | Pkt |
| ------------- | -- | ------------------ | ----------- | ----------- | ----------- | - | - | --- |
| A             | 7  | Michal Lasko       | 1 wskładzie | 1 wskładzie | 1 wskładzie |   |   | 8   |
| P             | 9  | Ivan Zaytsev       | 1 wskładzie | 1 wskładzie | 1 wskładzie |   |   | 9   |
| P             | 11 | Cristian Savani    | 1 wskładzie | 1 wskładzie | 1 wskładzie |   |   | 13  |
| Ś             | 12 | Simone Buti        | 1 wskładzie | 1 wskładzie | 1 wskładzie |   |   | 7   |
| R             | 13 | Dragan Travica     | 1 wskładzie | 1 wskładzie | 1 wskładzie |   |   | 6   |
| Ś             | 15 | Emanuele Birarelli | 1 wskładzie | 1 wskładzie | 1 wskładzie |   |   | 4   |
| L             | 4  | Andrea Bari        | L           | L           | L           |   |   |     |
| Zmiany        |    |                    |             |             |             |   |   |     |
| R             | 16 | Michele Baranowicz | 2 zmiana    |             |             |   |   |     |
| Trener        |    |                    |             |             |             |   |   |     |
| Mauro Berutto |    |                    |             |             |             |   |   |     |

| Poz.            | Nr | Zawodnik           | 1           | 2           | 3           | 4 | 5 | Pkt |
| --------------- | -- | ------------------ | ----------- | ----------- | ----------- | - | - | --- |
| Ś               | 1  | Piotr Nowakowski   | 1 wskładzie | 1 wskładzie | 1 wskładzie |   |   | 5   |
| P               | 6  | Bartosz Kurek      | 1 wskładzie | 1 wskładzie | 1 wskładzie |   |   | 12  |
| A               | 7  | Jakub Jarosz       | 1 wskładzie | 1 wskładzie | 1 wskładzie |   |   | 11  |
| P               | 14 | Michał Ruciak      | 1 wskładzie | 1 wskładzie |             |   |   | 1   |
| R               | 15 | Łukasz Żygadło     | 1 wskładzie | 1 wskładzie | 1 wskładzie |   |   |     |
| Ś               | 18 | Marcin Możdżonek   | 1 wskładzie | 1 wskładzie |             |   |   | 1   |
| L               | 16 | Krzysztof Ignaczak | L           | L           | L           |   |   |     |
| Zmiany          |    |                    |             |             |             |   |   |     |
| A               | 3  | Piotr Gruszka      | 2 zmiana    |             | 2 zmiana    |   |   | 1   |
| Ś               | 4  | Grzegorz Kosok     | 2 zmiana    | 2 zmiana    | 1 wskładzie |   |   | 2   |
| R               | 12 | Paweł Woicki       | 2 zmiana    |             | 2 zmiana    |   |   |     |
| P               | 13 | Michał Kubiak      | 2 zmiana    | 2 zmiana    | 1 wskładzie |   |   | 4   |
| Trener          |    |                    |             |             |             |   |   |     |
| Andrea Anastasi |    |                    |             |             |             |   |   |     |

Statystyki meczowe
| Włochy | STATYSTYKI        | Polska |
| 75     | MAŁE PUNKTY       | 55     |
| 35     | ATAK              | 30     |
| 5      | BLOK              | 5      |
| 7      | SERWIS            | 2      |
| 28     | BŁĘDY PRZECIWNIKA | 18     |

#### Włochy – Bułgaria
Piątek, 8 lipca 2011 – 17:25 (UTC+2) • Ergo Arena, Gdańsk/Sopot
Widzów: 6 493
Czas trwania meczu: 92 minuty
Sędziowie: Milan Labašta (Czechy) i Frans Loderus (Holandia)
| Włochy              | 0:3                                         | Bułgaria                |
| Ivan Zaytsev 15 pkt | (22:25, 22:25, 21:25) raport P-2 raport P-3 | Władimir Nikołow 16 pkt |

| Poz.          | Nr | Zawodnik           | 1           | 2           | 3           | 4 | 5 | Pkt |
| ------------- | -- | ------------------ | ----------- | ----------- | ----------- | - | - | --- |
| A             | 7  | Michal Lasko       | 1 wskładzie | 1 wskładzie | 1 wskładzie |   |   | 11  |
| P             | 9  | Ivan Zaytsev       | 1 wskładzie | 1 wskładzie | 1 wskładzie |   |   | 15  |
| P             | 11 | Cristian Savani    | 1 wskładzie | 1 wskładzie | 1 wskładzie |   |   | 8   |
| Ś             | 12 | Simone Buti        | 1 wskładzie | 1 wskładzie | 1 wskładzie |   |   | 3   |
| R             | 13 | Dragan Travica     | 1 wskładzie | 1 wskładzie | 1 wskładzie |   |   | 4   |
| Ś             | 15 | Emanuele Birarelli | 1 wskładzie | 1 wskładzie | 1 wskładzie |   |   | 4   |
| L             | 4  | Andrea Bari        | L           | L           | L           |   |   |     |
| Zmiany        |    |                    |             |             |             |   |   |     |
| P             | 8  | Gabriele Maruotti  |             | 2 zmiana    | 2 zmiana    |   |   |     |
| P             | 17 | Dore Della Lunga   | 2 zmiana    |             |             |   |   |     |
| Trener        |    |                    |             |             |             |   |   |     |
| Mauro Berutto |    |                    |             |             |             |   |   |     |

| Poz.              | Nr | Zawodnik         | 1           | 2           | 3           | 4 | 5 | Pkt |
| ----------------- | -- | ---------------- | ----------- | ----------- | ----------- | - | - | --- |
| R                 | 3  | Andrej Żekow     | 1 wskładzie | 1 wskładzie | 1 wskładzie |   |   | 3   |
| P                 | 6  | Matej Kazijski   | 1 wskładzie | 1 wskładzie | 1 wskładzie |   |   | 12  |
| A                 | 11 | Władimir Nikołow | 1 wskładzie | 1 wskładzie | 1 wskładzie |   |   | 16  |
| Ś                 | 12 | Wiktor Josifow   | 1 wskładzie | 1 wskładzie | 1 wskładzie |   |   | 8   |
| Ś                 | 14 | Teodor Todorow   | 1 wskładzie | 1 wskładzie | 1 wskładzie |   |   | 7   |
| P                 | 15 | Todor Aleksijew  | 1 wskładzie | 1 wskładzie | 1 wskładzie |   |   | 6   |
| L                 | 4  | Władysław Iwanow | L           | L           | L           |   |   |     |
| Zmiany            |    |                  |             |             |             |   |   |     |
| R                 | 1  | Georgi Bratojew  | 2 zmiana    |             | 2 zmiana    |   |   |     |
| P                 | 17 | Nikołaj Penczew  | 2 zmiana    | 2 zmiana    | 2 zmiana    |   |   |     |
| Trener            |    |                  |             |             |             |   |   |     |
| Radostin Stojczew |    |                  |             |             |             |   |   |     |

Statystyki meczowe
| Włochy | STATYSTYKI        | Bułgaria |
| 65     | MAŁE PUNKTY       | 75       |
| 35     | ATAK              | 33       |
| 6      | BLOK              | 17       |
| 4      | SERWIS            | 2        |
| 20     | BŁĘDY PRZECIWNIKA | 23       |

#### Polska – Argentyna
Piątek, 8 lipca 2011 – 20:10 (UTC+2) • Ergo Arena, Gdańsk/Sopot
Widzów: 8 991
Czas trwania meczu: 143 minuty
Sędziowie: Osamu Sakaide (Japonia) i Bela Hobor (Węgry)
| Polska               | 3:2                                                       | Argentyna                                |
| Bartosz Kurek 29 pkt | (18:25, 25:22, 25:20, 24:26, 15:13) raport P-2 raport P-3 | Facundo Conte 14 pkt Lucas Ocampo 14 pkt |

| Poz.            | Nr | Zawodnik           | 1           | 2           | 3           | 4           | 5           | Pkt |
| --------------- | -- | ------------------ | ----------- | ----------- | ----------- | ----------- | ----------- | --- |
| Ś               | 1  | Piotr Nowakowski   | 1 wskładzie | 1 wskładzie | 1 wskładzie | 1 wskładzie | 1 wskładzie | 7   |
| Ś               | 4  | Grzegorz Kosok     | 1 wskładzie | 1 wskładzie | 1 wskładzie | 1 wskładzie | 1 wskładzie | 11  |
| P               | 6  | Bartosz Kurek      | 1 wskładzie | 1 wskładzie | 1 wskładzie | 1 wskładzie | 1 wskładzie | 29  |
| A               | 7  | Jakub Jarosz       | 1 wskładzie | 1 wskładzie | 1 wskładzie | 1 wskładzie | 4 pusty     | 11  |
| P               | 14 | Michał Ruciak      | 1 wskładzie | 1 wskładzie | 1 wskładzie | 1 wskładzie | 1 wskładzie | 7   |
| R               | 15 | Łukasz Żygadło     | 1 wskładzie | 1 wskładzie | 1 wskładzie | 1 wskładzie | 1 wskładzie | 1   |
| L               | 16 | Krzysztof Ignaczak | L           | L           | L           | L           | L           |     |
| Zmiany          |    |                    |             |             |             |             |             |     |
| A               | 3  | Piotr Gruszka      |             |             |             | 2 zmiana    | 1 wskładzie | 4   |
| R               | 12 | Paweł Woicki       | 2 zmiana    |             | 2 zmiana    | 2 zmiana    | 2 zmiana    |     |
| Ś               | 18 | Marcin Możdżonek   |             | 2 zmiana    |             | 4 pusty     | 2 zmiana    |     |
| Trener          |    |                    |             |             |             |             |             |     |
| Andrea Anastasi |    |                    |             |             |             |             |             |     |

| Poz.         | Nr | Zawodnik            | 1           | 2           | 3           | 4           | 5           | Pkt |
| ------------ | -- | ------------------- | ----------- | ----------- | ----------- | ----------- | ----------- | --- |
| Ś            | 1  | Gabriel Arroyo      | 1 wskładzie | 1 wskładzie | 1 wskładzie | 1 wskładzie | 1 wskładzie | 13  |
| A            | 6  | Gustavo Scholtis    | 1 wskładzie | 1 wskładzie | 1 wskładzie | 1 wskładzie | 1 wskładzie | 12  |
| P            | 7  | Facundo Conte       | 1 wskładzie | 1 wskładzie | 1 wskładzie | 4 pusty     | 4 pusty     | 14  |
| P            | 9  | Rodrigo Quiroga     | 1 wskładzie | 1 wskładzie | 1 wskładzie | 4 pusty     | 4 pusty     | 11  |
| Ś            | 11 | Sebastián Solé      | 1 wskładzie | 1 wskładzie |             | 4 pusty     | 4 pusty     | 3   |
| R            | 15 | Luciano De Cecco    | 1 wskładzie | 1 wskładzie | 1 wskładzie | 4 pusty     | 4 pusty     | 1   |
| L            | 16 | Alexis González     | L           | L           | L           | L           | L           |     |
| Zmiany       |    |                     |             |             |             |             |             |     |
| P            | 4  | Lucas Ocampo        |             |             | 2 zmiana    | 1 wskładzie | 1 wskładzie | 14  |
| R            | 5  | Nicolás Uriarte     |             | 2 zmiana    | 2 zmiana    | 1 wskładzie | 1 wskładzie | 1   |
| A            | 12 | Federico Pereyra    |             | 2 zmiana    |             | 4 pusty     | 4 pusty     | 1   |
| Ś            | 14 | Pablo Crer          |             |             | 1 wskładzie | 1 wskładzie | 1 wskładzie | 3   |
| P            | 17 | Mariano Giustiniano |             |             |             | 1 wskładzie | 1 wskładzie | 7   |
| Trener       |    |                     |             |             |             |             |             |     |
| Javier Weber |    |                     |             |             |             |             |             |     |

Statystyki meczowe
| Polska | STATYSTYKI        | Argentyna |
| 107    | MAŁE PUNKTY       | 106       |
| 53     | ATAK              | 70        |
| 11     | BLOK              | 5         |
| 6      | SERWIS            | 5         |
| 37     | BŁĘDY PRZECIWNIKA | 26        |

### Grupa F

#### Rosja – Stany Zjednoczone
Środa, 6 lipca 2011 – 11:10 (UTC+2) • Ergo Arena, Gdańsk/Sopot
Widzów: 2 284
Czas trwania meczu: 121 minut
Sędziowie: Osamu Sakaide (Japonia) i Rolando Hugo Cholakian (Argentyna)
| Rosja                   | 3:1                                                | Stany Zjednoczone       |
| Maksim Michajłow 29 pkt | (29:31, 25:16, 25:21, 25:22) raport P-2 raport P-3 | Matthew Anderson 17 pkt |

| Poz.            | Nr | Zawodnik            | 1           | 2           | 3           | 4           | 5 | Pkt |
| --------------- | -- | ------------------- | ----------- | ----------- | ----------- | ----------- | - | --- |
| P               | 4  | Taras Chtiej        | 1 wskładzie | 1 wskładzie | 1 wskładzie | 1 wskładzie |   | 15  |
| R               | 5  | Siergiej Grankin    | 1 wskładzie | 1 wskładzie | 1 wskładzie | 1 wskładzie |   | 3   |
| P               | 8  | Dienis Biriukow     | 1 wskładzie | 1 wskładzie | 1 wskładzie | 1 wskładzie |   | 14  |
| Ś               | 13 | Dmitrij Muserski    | 1 wskładzie | 1 wskładzie | 1 wskładzie | 1 wskładzie |   | 9   |
| A               | 17 | Maksim Michajłow    | 1 wskładzie | 1 wskładzie | 1 wskładzie | 1 wskładzie |   | 29  |
| Ś               | 18 | Aleksandr Wołkow    | 1 wskładzie | 1 wskładzie | 1 wskładzie | 1 wskładzie |   | 7   |
| L               | 9  | Aleksander Sokołow  | L           | L           | L           | L           |   |     |
| Zmiany          |    |                     |             |             |             |             |   |     |
| A               | 1  | Dmitrij Ilinych     | 2 zmiana    |             |             | 2 zmiana    |   |     |
| P               | 20 | Chaczatur Stepanian | 2 zmiana    | 2 zmiana    |             | 2 zmiana    |   |     |
| Trener          |    |                     |             |             |             |             |   |     |
| Władimir Alekno |    |                     |             |             |             |             |   |     |

| Poz.       | Nr | Zawodnik          | 1           | 2           | 3           | 4           | 5 | Pkt |
| ---------- | -- | ----------------- | ----------- | ----------- | ----------- | ----------- | - | --- |
| P          | 1  | Matthew Anderson  | 1 wskładzie | 1 wskładzie | 1 wskładzie | 1 wskładzie |   | 17  |
| Ś          | 4  | David Lee         | 1 wskładzie | 1 wskładzie | 1 wskładzie | 1 wskładzie |   | 14  |
| P          | 8  | William Priddy    | 1 wskładzie | 1 wskładzie | 1 wskładzie | 1 wskładzie |   | 9   |
| Ś          | 9  | Ryan Millar       | 1 wskładzie | 1 wskładzie | 1 wskładzie | 1 wskładzie |   | 7   |
| R          | 10 | Brian Thornton    | 1 wskładzie | 1 wskładzie | 1 wskładzie | 1 wskładzie |   |     |
| A          | 13 | Clayton Stanley   | 1 wskładzie | 1 wskładzie | 1 wskładzie | 1 wskładzie |   | 15  |
| L          | 5  | Richard Lambourne | L           | L           | L           | L           |   |     |
| Zmiany     |    |                   |             |             |             |             |   |     |
| A          | 3  | Evan Patak        | 2 zmiana    | 2 zmiana    | 2 zmiana    | 2 zmiana    |   | 3   |
| P          | 6  | Paul Lotman       | 2 zmiana    | 2 zmiana    | 2 zmiana    | 2 zmiana    |   |     |
| Ś          | 12 | Russell Holmes    |             | 2 zmiana    |             | 4 pusty     |   |     |
| Trener     |    |                   |             |             |             |             |   |     |
| Alan Knipe |    |                   |             |             |             |             |   |     |

Statystyki meczowe
| Rosja | STATYSTYKI        | Stany Zjednoczone |
| 104   | MAŁE PUNKTY       | 90                |
| 56    | ATAK              | 53                |
| 16    | BLOK              | 7                 |
| 5     | SERWIS            | 5                 |
| 27    | BŁĘDY PRZECIWNIKA | 25                |

#### Brazylia – Kuba
Środa, 6 lipca 2011 – 13:40 (UTC+2) • Ergo Arena, Gdańsk/Sopot
Widzów: 3 900
Czas trwania meczu: 131 minut
Sędziowie: Milan Labašta (Czechy) i Bela Hobor (Węgry)
| Brazylia              | 3:2                                                       | Kuba                 |
| Lucas Saatkamp 20 pkt | (18:25, 21:25, 25:16, 30:28, 15:12) raport P-2 raport P-3 | Wilfredo León 20 pkt |

| Poz.             | Nr | Zawodnik            | 1           | 2           | 3           | 4           | 5           | Pkt |
| ---------------- | -- | ------------------- | ----------- | ----------- | ----------- | ----------- | ----------- | --- |
| A                | 6  | Leandro Vissotto    | 1 wskładzie | 1 wskładzie | 2 zmiana    | 2 zmiana    | 4 pusty     | 6   |
| P                | 8  | Murilo Endres       | 1 wskładzie | 1 wskładzie | 1 wskładzie | 1 wskładzie | 1 wskładzie | 16  |
| Ś                | 14 | Rodrigão            | 1 wskładzie | 1 wskładzie |             | 4 pusty     | 4 pusty     | 4   |
| Ś                | 16 | Lucas Saatkamp      | 1 wskładzie | 1 wskładzie | 1 wskładzie | 1 wskładzie | 1 wskładzie | 20  |
| R                | 17 | Marlon Muraguti     | 1 wskładzie | 1 wskładzie | 2 zmiana    | 2 zmiana    | 4 pusty     |     |
| P                | 18 | Dante Amaral        | 1 wskładzie | 1 wskładzie |             | 4 pusty     | 4 pusty     | 6   |
| L                | 10 | Sérgio Dutra Santos | L           | L           | L           | L           | L           |     |
| Zmiany           |    |                     |             |             |             |             |             |     |
| R                | 1  | Bruno Rezende       | 2 zmiana    | 2 zmiana    | 1 wskładzie | 1 wskładzie | 1 wskładzie |     |
| Ś                | 5  | Sidão               |             |             | 1 wskładzie | 1 wskładzie | 1 wskładzie | 6   |
| P                | 7  | Giba                |             |             | 1 wskładzie | 1 wskładzie | 1 wskładzie | 10  |
| A                | 9  | Théo Lopes          | 2 zmiana    | 2 zmiana    | 1 wskładzie | 1 wskładzie | 1 wskładzie | 11  |
| Trener           |    |                     |             |             |             |             |             |     |
| Bernardo Rezende |    |                     |             |             |             |             |             |     |

| Poz.                      | Nr | Zawodnik           | 1           | 2           | 3           | 4           | 5           | Pkt |
| ------------------------- | -- | ------------------ | ----------- | ----------- | ----------- | ----------- | ----------- | --- |
| P                         | 1  | Wilfredo León      | 1 wskładzie | 1 wskładzie | 1 wskładzie | 1 wskładzie | 1 wskładzie | 20  |
| Ś                         | 7  | Osmany Camejo      | 1 wskładzie | 1 wskładzie | 1 wskładzie | 1 wskładzie | 1 wskładzie | 11  |
| P                         | 12 | Henry Bell         | 1 wskładzie | 1 wskładzie | 1 wskładzie | 1 wskładzie | 1 wskładzie | 16  |
| Ś                         | 16 | Isbel Mesa         | 1 wskładzie | 1 wskładzie | 1 wskładzie | 1 wskładzie | 1 wskładzie | 7   |
| R                         | 18 | Joandry Díaz       | 1 wskładzie | 1 wskładzie | 1 wskładzie | 1 wskładzie | 1 wskładzie | 6   |
| A                         | 19 | Fernando Hernández | 1 wskładzie | 1 wskładzie | 1 wskładzie | 1 wskładzie | 1 wskładzie | 17  |
| L                         | 6  | Keibel Gutiérrez   | L           | L           | L           | L           | L           |     |
| Zmiany                    |    |                    |             |             |             |             |             |     |
| Ś                         | 4  | Yassel Perdomo     | 2 zmiana    |             |             | 2 zmiana    | 2 zmiana    |     |
| R                         | 5  | Leandro Macías     |             | 2 zmiana    |             | 2 zmiana    | 2 zmiana    |     |
| A                         | 8  | Rolando Cepeda     |             |             | 2 zmiana    | 4 pusty     | 4 pusty     | 1   |
| Trener                    |    |                    |             |             |             |             |             |     |
| Orlando Samuels Blackwood |    |                    |             |             |             |             |             |     |

Statystyki meczowe
| Brazylia | STATYSTYKI        | Kuba |
| 109      | MAŁE PUNKTY       | 106  |
| 67       | ATAK              | 61   |
| 11       | BLOK              | 13   |
| 1        | SERWIS            | 4    |
| 30       | BŁĘDY PRZECIWNIKA | 28   |

#### Kuba – Rosja
Czwartek, 7 lipca 2011 – 11:10 (UTC+2) • Ergo Arena, Gdańsk/Sopot
Widzów: 2 737
Czas trwania meczu: 81 minut
Sędziowie: Rolando Hugo Cholakian (Argentyna) i Patric Deregnaucourt (Francja)
| Kuba                 | 0:3 (20:25, 20:25, 20:25) | Rosja               |
| Wilfredo León 12 pkt | raport P-2 raport P-3     | Taras Chtiej 16 pkt |

| Poz.                      | Nr | Zawodnik           | 1           | 2           | 3           | 4 | 5 | Pkt |
| ------------------------- | -- | ------------------ | ----------- | ----------- | ----------- | - | - | --- |
| P                         | 1  | Wilfredo León      | 1 wskładzie | 1 wskładzie | 1 wskładzie |   |   | 12  |
| Ś                         | 7  | Osmany Camejo      | 1 wskładzie | 1 wskładzie | 1 wskładzie |   |   | 9   |
| P                         | 12 | Henry Bell         | 1 wskładzie | 1 wskładzie | 1 wskładzie |   |   | 8   |
| Ś                         | 16 | Isbel Mesa         | 1 wskładzie | 1 wskładzie | 1 wskładzie |   |   | 5   |
| R                         | 18 | Joandry Díaz       | 1 wskładzie | 1 wskładzie | 1 wskładzie |   |   | 1   |
| A                         | 19 | Fernando Hernández | 1 wskładzie | 1 wskładzie | 2 zmiana    |   |   | 6   |
| L                         | 6  | Keibel Gutiérrez   | L           | L           | L           |   |   |     |
| Zmiany                    |    |                    |             |             |             |   |   |     |
| Ś                         | 4  | Yassel Perdomo     |             | 2 zmiana    |             |   |   |     |
| R                         | 5  | Leandro Macías     |             | 2 zmiana    | 2 zmiana    |   |   |     |
| A                         | 8  | Rolando Cepeda     |             |             | 1 wskładzie |   |   | 5   |
| Trener                    |    |                    |             |             |             |   |   |     |
| Orlando Samuels Blackwood |    |                    |             |             |             |   |   |     |

| Poz.            | Nr | Zawodnik            | 1           | 2           | 3           | 4 | 5 | Pkt |
| --------------- | -- | ------------------- | ----------- | ----------- | ----------- | - | - | --- |
| P               | 4  | Taras Chtiej        | 1 wskładzie | 1 wskładzie | 1 wskładzie |   |   | 16  |
| R               | 5  | Siergiej Grankin    | 1 wskładzie | 1 wskładzie | 1 wskładzie |   |   | 3   |
| P               | 8  | Dienis Biriukow     | 1 wskładzie | 1 wskładzie | 1 wskładzie |   |   | 6   |
| Ś               | 13 | Dmitrij Muserski    | 1 wskładzie | 1 wskładzie | 1 wskładzie |   |   | 6   |
| A               | 17 | Maksim Michajłow    | 1 wskładzie | 1 wskładzie | 1 wskładzie |   |   | 12  |
| Ś               | 18 | Aleksandr Wołkow    | 1 wskładzie | 1 wskładzie | 1 wskładzie |   |   | 8   |
| L               | 9  | Aleksander Sokołow  | L           | L           | L           |   |   |     |
| Zmiany          |    |                     |             |             |             |   |   |     |
| P               | 15 | Aleksiej Spiridonow |             |             | 2 zmiana    |   |   | 1   |
| P               | 20 | Chaczatur Stepanian |             |             | 2 zmiana    |   |   |     |
| Trener          |    |                     |             |             |             |   |   |     |
| Władimir Alekno |    |                     |             |             |             |   |   |     |

Statystyki meczowe
| Kuba | STATYSTYKI        | Rosja |
| 60   | MAŁE PUNKTY       | 75    |
| 38   | ATAK              | 42    |
| 5    | BLOK              | 6     |
| 3    | SERWIS            | 4     |
| 14   | BŁĘDY PRZECIWNIKA | 23    |

#### Stany Zjednoczone – Brazylia
Czwartek, 7 lipca 2011 – 13:40 (UTC+2) • Ergo Arena, Gdańsk/Sopot
Widzów: 3 480
Czas trwania meczu: 116 minut
Sędziowie: Frans Loderus (Holandia) i Wang Ning (Chiny)
| Stany Zjednoczone       | 1:3                                                | Brazylia    |
| Matthew Anderson 16 pkt | (25:15, 22:25, 22:25, 15:25) raport P-2 raport P-3 | Giba 21 pkt |

| Poz.       | Nr | Zawodnik          | 1           | 2           | 3           | 4           | 5 | Pkt |
| ---------- | -- | ----------------- | ----------- | ----------- | ----------- | ----------- | - | --- |
| P          | 1  | Matthew Anderson  | 1 wskładzie | 1 wskładzie | 1 wskładzie | 1 wskładzie |   | 16  |
| Ś          | 4  | David Lee         | 1 wskładzie | 1 wskładzie | 1 wskładzie | 1 wskładzie |   | 8   |
| P          | 8  | William Priddy    | 1 wskładzie | 1 wskładzie | 1 wskładzie | 1 wskładzie |   | 9   |
| Ś          | 9  | Ryan Millar       | 1 wskładzie | 1 wskładzie | 1 wskładzie | 1 wskładzie |   | 5   |
| R          | 10 | Brian Thornton    | 1 wskładzie | 1 wskładzie | 1 wskładzie | 1 wskładzie |   |     |
| A          | 13 | Clayton Stanley   | 1 wskładzie | 1 wskładzie | 1 wskładzie | 1 wskładzie |   | 15  |
| L          | 5  | Richard Lambourne | L           | L           | L           | L           |   |     |
| Zmiany     |    |                   |             |             |             |             |   |     |
| P          | 2  | Sean Rooney       |             |             | 2 zmiana    | 2 zmiana    |   | 3   |
| A          | 3  | Evan Patak        | 2 zmiana    | 2 zmiana    | 2 zmiana    | 2 zmiana    |   | 2   |
| P          | 6  | Paul Lotman       | 2 zmiana    | 2 zmiana    | 2 zmiana    | 2 zmiana    |   | 1   |
| Ś          | 12 | Russell Holmes    |             |             |             | 2 zmiana    |   | 2   |
| R          | 14 | Kevin Hansen      |             |             |             | 2 zmiana    |   | 1   |
| Trener     |    |                   |             |             |             |             |   |     |
| Alan Knipe |    |                   |             |             |             |             |   |     |

| Poz.             | Nr | Zawodnik            | 1           | 2           | 3           | 4           | 5 | Pkt |
| ---------------- | -- | ------------------- | ----------- | ----------- | ----------- | ----------- | - | --- |
| R                | 1  | Bruno Rezende       | 1 wskładzie | 1 wskładzie | 1 wskładzie | 1 wskładzie |   | 2   |
| Ś                | 5  | Sidão               | 1 wskładzie | 1 wskładzie | 1 wskładzie | 1 wskładzie |   | 9   |
| P                | 7  | Giba                | 1 wskładzie | 1 wskładzie | 1 wskładzie | 1 wskładzie |   | 21  |
| P                | 8  | Murilo Endres       | 1 wskładzie | 1 wskładzie | 1 wskładzie | 1 wskładzie |   | 13  |
| A                | 9  | Théo Lopes          | 1 wskładzie | 1 wskładzie | 1 wskładzie | 1 wskładzie |   | 11  |
| Ś                | 16 | Lucas Saatkamp      | 1 wskładzie | 1 wskładzie | 1 wskładzie | 1 wskładzie |   | 11  |
| L                | 10 | Sérgio Dutra Santos | L           | L           | L           | L           |   |     |
| Zmiany           |    |                     |             |             |             |             |   |     |
| A                | 6  | Leandro Vissotto    | 2 zmiana    | 2 zmiana    | 2 zmiana    | 2 zmiana    |   | 1   |
| R                | 17 | Marlon Muraguti     | 2 zmiana    | 2 zmiana    | 2 zmiana    | 2 zmiana    |   |     |
| Trener           |    |                     |             |             |             |             |   |     |
| Bernardo Rezende |    |                     |             |             |             |             |   |     |

Statystyki meczowe
| Stany Zjednoczone | STATYSTYKI        | Brazylia |
| 84                | MAŁE PUNKTY       | 90       |
| 48                | ATAK              | 53       |
| 9                 | BLOK              | 12       |
| 5                 | SERWIS            | 3        |
| 22                | BŁĘDY PRZECIWNIKA | 22       |

#### Stany Zjednoczone – Kuba
Piątek, 8 lipca 2011 – 11:10 (UTC+2) • Ergo Arena, Gdańsk/Sopot
Widzów: 3 445
Czas trwania meczu: 133 minuty
Sędziowie: Patric Deregnaucourt (Francja) i Denny Céspedes Lassi (Dominikana)
| Stany Zjednoczone       | 3:2                                                       | Kuba              |
| Matthew Anderson 29 pkt | (23:25, 25:21, 25:18, 21:25, 15:13) raport P-2 raport P-3 | Henry Bell 21 pkt |

| Poz.       | Nr | Zawodnik          | 1           | 2           | 3           | 4           | 5           | Pkt |
| ---------- | -- | ----------------- | ----------- | ----------- | ----------- | ----------- | ----------- | --- |
| P          | 1  | Matthew Anderson  | 1 wskładzie | 1 wskładzie | 1 wskładzie | 1 wskładzie | 1 wskładzie | 29  |
| Ś          | 4  | David Lee         | 1 wskładzie | 1 wskładzie | 1 wskładzie | 1 wskładzie | 1 wskładzie | 11  |
| P          | 6  | Paul Lotman       | 1 wskładzie | 1 wskładzie | 1 wskładzie | 1 wskładzie | 1 wskładzie | 18  |
| R          | 10 | Brian Thornton    | 1 wskładzie | 1 wskładzie | 1 wskładzie | 1 wskładzie | 1 wskładzie | 2   |
| Ś          | 12 | Russell Holmes    | 1 wskładzie | 1 wskładzie | 1 wskładzie | 1 wskładzie | 4 pusty     | 7   |
| A          | 13 | Clayton Stanley   | 1 wskładzie | 1 wskładzie | 1 wskładzie | 1 wskładzie | 1 wskładzie | 11  |
| L          | 5  | Richard Lambourne | L           | L           | L           | L           | L           |     |
| Zmiany     |    |                   |             |             |             |             |             |     |
| P          | 2  | Sean Rooney       |             |             |             | 2 zmiana    | 4 pusty     |     |
| A          | 3  | Evan Patak        | 2 zmiana    | 2 zmiana    | 2 zmiana    | 2 zmiana    | 2 zmiana    |     |
| Ś          | 17 | Maxwell Holt      |             |             | 2 zmiana    | 2 zmiana    | 1 wskładzie | 4   |
| P          | 18 | Scott Touzinsky   | 2 zmiana    |             |             | 4 pusty     | 4 pusty     |     |
| Trener     |    |                   |             |             |             |             |             |     |
| Alan Knipe |    |                   |             |             |             |             |             |     |

| Poz.                      | Nr | Zawodnik           | 1           | 2           | 3           | 4           | 5           | Pkt |
| ------------------------- | -- | ------------------ | ----------- | ----------- | ----------- | ----------- | ----------- | --- |
| P                         | 1  | Wilfredo León      | 1 wskładzie | 1 wskładzie | 1 wskładzie | 1 wskładzie | 1 wskładzie | 20  |
| Ś                         | 7  | Osmany Camejo      | 1 wskładzie | 1 wskładzie | 1 wskładzie | 2 zmiana    | 2 zmiana    | 2   |
| P                         | 12 | Henry Bell         | 1 wskładzie | 1 wskładzie | 1 wskładzie | 1 wskładzie | 1 wskładzie | 21  |
| Ś                         | 16 | Isbel Mesa         | 1 wskładzie | 1 wskładzie | 1 wskładzie | 1 wskładzie | 1 wskładzie | 10  |
| R                         | 18 | Joandry Díaz       | 1 wskładzie | 1 wskładzie | 1 wskładzie | 4 pusty     | 4 pusty     | 2   |
| A                         | 19 | Fernando Hernández | 1 wskładzie | 1 wskładzie | 1 wskładzie | 1 wskładzie | 1 wskładzie | 16  |
| L                         | 6  | Keibel Gutiérrez   | L           | L           | L           | L           | L           |     |
| Zmiany                    |    |                    |             |             |             |             |             |     |
| Ś                         | 4  | Yassel Perdomo     | 2 zmiana    |             | 2 zmiana    | 1 wskładzie | 1 wskładzie | 1   |
| R                         | 5  | Leandro Macías     |             | 2 zmiana    | 2 zmiana    | 1 wskładzie | 1 wskładzie |     |
| A                         | 8  | Rolando Cepeda     |             |             | 2 zmiana    | 2 zmiana    | 2 zmiana    |     |
| Trener                    |    |                    |             |             |             |             |             |     |
| Orlando Samuels Blackwood |    |                    |             |             |             |             |             |     |

Statystyki meczowe
| Stany Zjednoczone | STATYSTYKI        | Kuba |
| 109               | MAŁE PUNKTY       | 102  |
| 62                | ATAK              | 58   |
| 15                | BLOK              | 11   |
| 5                 | SERWIS            | 3    |
| 27                | BŁĘDY PRZECIWNIKA | 30   |

#### Brazylia – Rosja
Piątek, 8 lipca 2011 – 13:55 (UTC+2) • Ergo Arena, Gdańsk/Sopot
Widzów: 4 534
Czas trwania meczu: 78 minut
Sędziowie: Wang Ning (Chiny) i Rolando Hugo Cholakian (Argentyna)
| Brazylia                | 0:3                                         | Rosja                                       |
| Leandro Vissotto 12 pkt | (20:25, 20:25, 17:25) raport P-2 raport P-3 | Taras Chtiej 11 pkt Maksim Michajłow 11 pkt |

| Poz.             | Nr | Zawodnik            | 1           | 2           | 3           | 4 | 5 | Pkt |
| ---------------- | -- | ------------------- | ----------- | ----------- | ----------- | - | - | --- |
| Ś                | 5  | Sidão               | 1 wskładzie | 1 wskładzie | 1 wskładzie |   |   | 4   |
| A                | 6  | Leandro Vissotto    | 1 wskładzie | 1 wskładzie | 1 wskładzie |   |   | 12  |
| Ś                | 14 | Rodrigão            | 1 wskładzie | 1 wskładzie | 1 wskładzie |   |   | 4   |
| P                | 15 | João Paulo Bravo    | 1 wskładzie | 1 wskładzie | 1 wskładzie |   |   | 3   |
| R                | 17 | Marlon Muraguti     | 1 wskładzie | 1 wskładzie | 1 wskładzie |   |   | 1   |
| P                | 18 | Dante Amaral        | 1 wskładzie | 1 wskładzie | 1 wskładzie |   |   | 8   |
| L                | 10 | Sérgio Dutra Santos | L           | L           |             |   |   |     |
| Zmiany           |    |                     |             |             |             |   |   |     |
| R                | 1  | Bruno Rezende       | 2 zmiana    | 2 zmiana    |             |   |   |     |
| A                | 9  | Théo Lopes          | 2 zmiana    | 2 zmiana    |             |   |   | 2   |
| Ś                | 16 | Lucas Saatkamp      |             | 2 zmiana    |             |   |   |     |
| L                | 19 | Mário Júnior        |             |             | L           |   |   |     |
| Trener           |    |                     |             |             |             |   |   |     |
| Bernardo Rezende |    |                     |             |             |             |   |   |     |

| Poz.            | Nr | Zawodnik            | 1           | 2           | 3           | 4 | 5 | Pkt |
| --------------- | -- | ------------------- | ----------- | ----------- | ----------- | - | - | --- |
| Ś               | 3  | Nikołaj Apalikow    | 1 wskładzie | 1 wskładzie | 1 wskładzie |   |   | 7   |
| P               | 4  | Taras Chtiej        | 1 wskładzie | 1 wskładzie | 1 wskładzie |   |   | 11  |
| R               | 5  | Siergiej Grankin    | 1 wskładzie | 1 wskładzie | 1 wskładzie |   |   |     |
| Ś               | 13 | Dmitrij Muserski    | 1 wskładzie | 1 wskładzie | 1 wskładzie |   |   | 10  |
| P               | 15 | Aleksiej Spiridonow | 1 wskładzie | 1 wskładzie | 1 wskładzie |   |   | 10  |
| A               | 17 | Maksim Michajłow    | 1 wskładzie | 1 wskładzie | 1 wskładzie |   |   | 11  |
| L               | 9  | Aleksander Sokołow  | L           | L           | L           |   |   |     |
| Zmiany          |    |                     |             |             |             |   |   |     |
| A               | 1  | Dmitrij Ilinych     | 2 zmiana    | 2 zmiana    | 2 zmiana    |   |   | 4   |
| P               | 8  | Dienis Biriukow     |             |             | 2 zmiana    |   |   |     |
| R               | 12 | Aleksander But'ko   | 2 zmiana    | 2 zmiana    | 2 zmiana    |   |   | 1   |
| Ś               | 18 | Aleksandr Wołkow    |             |             | 2 zmiana    |   |   |     |
| P               | 20 | Chaczatur Stepanian | 2 zmiana    | 2 zmiana    |             |   |   |     |
| Trener          |    |                     |             |             |             |   |   |     |
| Władimir Alekno |    |                     |             |             |             |   |   |     |

Statystyki meczowe
| Brazylia | STATYSTYKI        | Rosja |
| 57       | MAŁE PUNKTY       | 75    |
| 29       | ATAK              | 37    |
| 2        | BLOK              | 8     |
| 3        | SERWIS            | 9     |
| 23       | BŁĘDY PRZECIWNIKA | 21    |

### Półfinały

#### Argentyna – Brazylia
Sobota, 9 lipca 2011 – 17:10 (UTC+2) • Ergo Arena, Gdańsk/Sopot
Widzów: 7 489
Czas trwania meczu: 108 minut
Sędziowie: Bela Hobor (Węgry) i Milan Labašta (Czechy)
| Argentyna            | 0:3                                         | Brazylia          |
| Facundo Conte 20 pkt | (22:25, 40:42, 23:25) raport P-2 raport P-3 | Théo Lopes 23 pkt |

| Poz.         | Nr | Zawodnik         | 1           | 2           | 3           | 4 | 5 | Pkt |
| ------------ | -- | ---------------- | ----------- | ----------- | ----------- | - | - | --- |
| P            | 7  | Facundo Conte    | 1 wskładzie | 1 wskładzie | 1 wskładzie |   |   | 20  |
| P            | 9  | Rodrigo Quiroga  | 1 wskładzie | 1 wskładzie | 1 wskładzie |   |   | 5   |
| Ś            | 11 | Sebastián Solé   | 1 wskładzie | 1 wskładzie | 1 wskładzie |   |   | 10  |
| A            | 12 | Federico Pereyra | 1 wskładzie | 1 wskładzie | 1 wskładzie |   |   | 15  |
| Ś            | 14 | Pablo Crer       | 1 wskładzie | 1 wskładzie | 1 wskładzie |   |   | 5   |
| R            | 15 | Luciano De Cecco | 1 wskładzie | 1 wskładzie | 1 wskładzie |   |   | 2   |
| L            | 16 | Alexis González  | L           | L           | L           |   |   |     |
| Zmiany       |    |                  |             |             |             |   |   |     |
| P            | 4  | Lucas Ocampo     |             | 2 zmiana    |             |   |   | 1   |
| Trener       |    |                  |             |             |             |   |   |     |
| Javier Weber |    |                  |             |             |             |   |   |     |

| Poz.             | Nr | Zawodnik            | 1           | 2           | 3           | 4 | 5 | Pkt |
| ---------------- | -- | ------------------- | ----------- | ----------- | ----------- | - | - | --- |
| R                | 1  | Bruno Rezende       | 1 wskładzie | 1 wskładzie | 1 wskładzie |   |   |     |
| Ś                | 5  | Sidão               | 1 wskładzie | 1 wskładzie | 1 wskładzie |   |   | 8   |
| P                | 7  | Giba                | 1 wskładzie | 1 wskładzie | 1 wskładzie |   |   | 13  |
| P                | 8  | Murilo Endres       | 1 wskładzie | 1 wskładzie | 1 wskładzie |   |   | 9   |
| A                | 9  | Théo Lopes          | 1 wskładzie | 1 wskładzie | 1 wskładzie |   |   | 23  |
| Ś                | 16 | Lucas Saatkamp      | 1 wskładzie | 1 wskładzie | 1 wskładzie |   |   | 13  |
| L                | 10 | Sérgio Dutra Santos | L           | L           | L           |   |   |     |
| Zmiany           |    |                     |             |             |             |   |   |     |
| A                | 6  | Leandro Vissotto    | 2 zmiana    | 2 zmiana    | 2 zmiana    |   |   |     |
| Ś                | 14 | Rodrigão            |             | 2 zmiana    |             |   |   |     |
| R                | 17 | Marlon Muraguti     | 2 zmiana    | 2 zmiana    | 2 zmiana    |   |   |     |
| Trener           |    |                     |             |             |             |   |   |     |
| Bernardo Rezende |    |                     |             |             |             |   |   |     |

Statystyki meczowe
| Argentyna | STATYSTYKI        | Brazylia |
| 85        | MAŁE PUNKTY       | 92       |
| 48        | ATAK              | 58       |
| 8         | BLOK              | 6        |
| 2         | SERWIS            | 2        |
| 27        | BŁĘDY PRZECIWNIKA | 26       |

#### Rosja – Polska
Sobota, 9 lipca 2011 – 20:00 (UTC+2) • Ergo Arena, Gdańsk/Sopot
Widzów: 10 020
Czas trwania meczu: 135 minut
Sędziowie: Frans Loderus (Holandia) i Denny Céspedes Lassi (Dominikana)
| Rosja                   | 3:1                                                | Polska               |
| Maksim Michajłow 24 pkt | (25:22, 25:23, 22:25, 25:17) raport P-2 raport P-3 | Bartosz Kurek 23 pkt |

| Poz.            | Nr | Zawodnik            | 1           | 2           | 3           | 4           | 5 | Pkt |
| --------------- | -- | ------------------- | ----------- | ----------- | ----------- | ----------- | - | --- |
| P               | 4  | Taras Chtiej        | 1 wskładzie | 1 wskładzie | 1 wskładzie | 1 wskładzie |   | 13  |
| R               | 5  | Siergiej Grankin    | 1 wskładzie | 1 wskładzie | 1 wskładzie | 1 wskładzie |   | 1   |
| P               | 8  | Dienis Biriukow     | 1 wskładzie | 1 wskładzie | 1 wskładzie | 1 wskładzie |   | 13  |
| Ś               | 13 | Dmitrij Muserski    | 1 wskładzie | 1 wskładzie | 1 wskładzie | 1 wskładzie |   | 13  |
| A               | 17 | Maksim Michajłow    | 1 wskładzie | 1 wskładzie | 1 wskładzie | 1 wskładzie |   | 24  |
| Ś               | 18 | Aleksandr Wołkow    | 1 wskładzie | 1 wskładzie | 1 wskładzie | 1 wskładzie |   | 11  |
| L               | 9  | Aleksander Sokołow  | L           | L           | L           | L           |   |     |
| Zmiany          |    |                     |             |             |             |             |   |     |
| A               | 1  | Dmitrij Ilinych     | 2 zmiana    |             |             | 4 pusty     |   |     |
| Ś               | 3  | Nikołaj Apalikow    |             |             |             | 2 zmiana    |   |     |
| P               | 20 | Chaczatur Stepanian |             | 2 zmiana    | 2 zmiana    | 2 zmiana    |   |     |
| Trener          |    |                     |             |             |             |             |   |     |
| Władimir Alekno |    |                     |             |             |             |             |   |     |

| Poz.            | Nr | Zawodnik           | 1           | 2           | 3           | 4           | 5 | Pkt |
| --------------- | -- | ------------------ | ----------- | ----------- | ----------- | ----------- | - | --- |
| Ś               | 1  | Piotr Nowakowski   | 1 wskładzie | 1 wskładzie | 1 wskładzie | 1 wskładzie |   | 9   |
| Ś               | 4  | Grzegorz Kosok     | 1 wskładzie | 1 wskładzie | 1 wskładzie | 1 wskładzie |   | 8   |
| P               | 6  | Bartosz Kurek      | 1 wskładzie | 1 wskładzie | 1 wskładzie | 1 wskładzie |   | 23  |
| A               | 7  | Jakub Jarosz       | 1 wskładzie |             |             | 2 zmiana    |   | 4   |
| P               | 14 | Michał Ruciak      | 1 wskładzie | 1 wskładzie | 1 wskładzie | 1 wskładzie |   | 3   |
| R               | 15 | Łukasz Żygadło     | 1 wskładzie | 1 wskładzie | 1 wskładzie | 1 wskładzie |   | 3   |
| L               | 16 | Krzysztof Ignaczak | L           | L           | L           | L           |   |     |
| Zmiany          |    |                    |             |             |             |             |   |     |
| A               | 3  | Piotr Gruszka      | 2 zmiana    | 1 wskładzie | 1 wskładzie | 1 wskładzie |   | 10  |
| R               | 12 | Paweł Woicki       | 2 zmiana    | 2 zmiana    | 2 zmiana    | 4 pusty     |   |     |
| P               | 13 | Michał Kubiak      |             |             |             | 2 zmiana    |   | 2   |
| Ś               | 18 | Marcin Możdżonek   |             |             | 2 zmiana    | 4 pusty     |   |     |
| Trener          |    |                    |             |             |             |             |   |     |
| Andrea Anastasi |    |                    |             |             |             |             |   |     |

Statystyki meczowe
| Rosja | STATYSTYKI        | Polska |
| 97    | MAŁE PUNKTY       | 87     |
| 57    | ATAK              | 41     |
| 10    | BLOK              | 13     |
| 8     | SERWIS            | 8      |
| 22    | BŁĘDY PRZECIWNIKA | 25     |

### Mecz o 3. miejsce

#### Argentyna – Polska
Niedziela, 10 lipca 2011 – 17:10 (UTC+2) • Ergo Arena, Gdańsk/Sopot
Widzów: 10 000
Czas trwania meczu: 91 minut
Sędziowie: Wang Ning (Chiny) i Patric Deregnaucourt (Francja)
| Argentyna            | 0:3                                         | Polska              |
| Facundo Conte 15 pkt | (18:25, 23:25, 22:25) raport P-2 raport P-3 | Jakub Jarosz 16 pkt |

| Poz.         | Nr | Zawodnik         | 1           | 2           | 3           | 4 | 5 | Pkt |
| ------------ | -- | ---------------- | ----------- | ----------- | ----------- | - | - | --- |
| P            | 7  | Facundo Conte    | 1 wskładzie | 1 wskładzie | 1 wskładzie |   |   | 15  |
| P            | 9  | Rodrigo Quiroga  | 1 wskładzie | 1 wskładzie | 1 wskładzie |   |   | 3   |
| Ś            | 11 | Sebastián Solé   | 1 wskładzie | 1 wskładzie | 1 wskładzie |   |   | 4   |
| A            | 12 | Federico Pereyra | 1 wskładzie | 1 wskładzie | 1 wskładzie |   |   | 8   |
| Ś            | 14 | Pablo Crer       | 1 wskładzie | 1 wskładzie | 1 wskładzie |   |   | 8   |
| R            | 15 | Luciano De Cecco | 1 wskładzie | 1 wskładzie | 1 wskładzie |   |   | 3   |
| L            | 16 | Alexis González  | L           | L           | L           |   |   |     |
| Zmiany       |    |                  |             |             |             |   |   |     |
| P            | 4  | Lucas Ocampo     |             | 2 zmiana    | 2 zmiana    |   |   | 3   |
| R            | 5  | Nicolás Uriarte  |             | 2 zmiana    |             |   |   | 1   |
| Trener       |    |                  |             |             |             |   |   |     |
| Javier Weber |    |                  |             |             |             |   |   |     |

| Poz.            | Nr | Zawodnik           | 1           | 2           | 3           | 4 | 5 | Pkt |
| --------------- | -- | ------------------ | ----------- | ----------- | ----------- | - | - | --- |
| Ś               | 1  | Piotr Nowakowski   | 1 wskładzie | 1 wskładzie | 1 wskładzie |   |   | 7   |
| Ś               | 4  | Grzegorz Kosok     | 1 wskładzie | 1 wskładzie | 1 wskładzie |   |   | 7   |
| P               | 6  | Bartosz Kurek      | 1 wskładzie | 1 wskładzie | 1 wskładzie |   |   | 15  |
| A               | 7  | Jakub Jarosz       | 1 wskładzie | 1 wskładzie | 1 wskładzie |   |   | 16  |
| P               | 14 | Michał Ruciak      | 1 wskładzie | 1 wskładzie | 1 wskładzie |   |   | 2   |
| R               | 15 | Łukasz Żygadło     | 1 wskładzie | 1 wskładzie | 1 wskładzie |   |   | 4   |
| L               | 16 | Krzysztof Ignaczak | L           | L           | L           |   |   |     |
| Zmiany          |    |                    |             |             |             |   |   |     |
| P               | 13 | Michał Kubiak      |             |             | 2 zmiana    |   |   | 4   |
| Trener          |    |                    |             |             |             |   |   |     |
| Andrea Anastasi |    |                    |             |             |             |   |   |     |

Statystyki meczowe
| Argentyna | STATYSTYKI        | Polska |
| 63        | MAŁE PUNKTY       | 75     |
| 33        | ATAK              | 41     |
| 8         | BLOK              | 8      |
| 4         | SERWIS            | 6      |
| 18        | BŁĘDY PRZECIWNIKA | 20     |

### Finał

#### Brazylia – Rosja
Niedziela, 10 lipca 2011 – 20:10 (UTC+2) • Ergo Arena, Gdańsk/Sopot
Widzów: 10 200
Czas trwania meczu: 143 minuty
Sędziowie: Osamu Sakaide (Japonia) i Rolando Hugo Cholakian (Argentyna)
| Brazylia                      | 2:3                                                       | Rosja                   |
| Giba 16 pkt Théo Lopes 16 pkt | (25:23, 25:27, 23:25, 25:22, 11:15) raport P-2 raport P-3 | Maksim Michajłow 26 pkt |

| Poz.             | Nr | Zawodnik            | 1           | 2           | 3           | 4           | 5           | Pkt |
| ---------------- | -- | ------------------- | ----------- | ----------- | ----------- | ----------- | ----------- | --- |
| R                | 1  | Bruno Rezende       | 1 wskładzie | 1 wskładzie | 1 wskładzie | 1 wskładzie | 1 wskładzie |     |
| Ś                | 5  | Sidão               | 1 wskładzie | 1 wskładzie | 1 wskładzie | 4 pusty     | 4 pusty     | 7   |
| P                | 7  | Giba                | 1 wskładzie | 1 wskładzie | 1 wskładzie | 1 wskładzie | 1 wskładzie | 16  |
| P                | 8  | Murilo Endres       | 1 wskładzie | 1 wskładzie | 1 wskładzie | 1 wskładzie | 1 wskładzie | 12  |
| A                | 9  | Théo Lopes          | 1 wskładzie | 1 wskładzie | 1 wskładzie | 1 wskładzie | 1 wskładzie | 16  |
| Ś                | 16 | Lucas Saatkamp      | 1 wskładzie | 1 wskładzie | 1 wskładzie | 1 wskładzie | 1 wskładzie | 11  |
| L                | 10 | Sérgio Dutra Santos | L           | L           | L           | L           | L           |     |
| Zmiany           |    |                     |             |             |             |             |             |     |
| A                | 6  | Leandro Vissotto    | 2 zmiana    | 2 zmiana    | 2 zmiana    | 2 zmiana    | 2 zmiana    | 6   |
| Ś                | 14 | Rodrigão            |             | 2 zmiana    | 2 zmiana    | 1 wskładzie | 1 wskładzie | 3   |
| R                | 17 | Marlon Muraguti     | 2 zmiana    | 2 zmiana    | 2 zmiana    | 2 zmiana    | 2 zmiana    | 1   |
| Trener           |    |                     |             |             |             |             |             |     |
| Bernardo Rezende |    |                     |             |             |             |             |             |     |

| Poz.            | Nr | Zawodnik            | 1           | 2           | 3           | 4           | 5           | Pkt |
| --------------- | -- | ------------------- | ----------- | ----------- | ----------- | ----------- | ----------- | --- |
| P               | 4  | Taras Chtiej        | 1 wskładzie | 1 wskładzie | 1 wskładzie | 1 wskładzie | 1 wskładzie | 14  |
| R               | 5  | Siergiej Grankin    | 1 wskładzie | 1 wskładzie |             | 4 pusty     | 4 pusty     |     |
| P               | 8  | Dienis Biriukow     | 1 wskładzie | 1 wskładzie | 1 wskładzie | 1 wskładzie | 1 wskładzie | 15  |
| Ś               | 13 | Dmitrij Muserski    | 1 wskładzie | 1 wskładzie | 1 wskładzie | 1 wskładzie | 1 wskładzie | 10  |
| A               | 17 | Maksim Michajłow    | 1 wskładzie | 1 wskładzie | 1 wskładzie | 1 wskładzie | 1 wskładzie | 26  |
| Ś               | 18 | Aleksandr Wołkow    | 1 wskładzie | 1 wskładzie | 1 wskładzie | 1 wskładzie | 1 wskładzie | 11  |
| L               | 9  | Aleksander Sokołow  | L           | L           | L           | L           | L           |     |
| Zmiany          |    |                     |             |             |             |             |             |     |
| A               | 1  | Dmitrij Ilinych     |             |             | 2 zmiana    | 2 zmiana    | 4 pusty     | 5   |
| Ś               | 3  | Nikołaj Apalikow    |             |             | 2 zmiana    | 2 zmiana    | 4 pusty     |     |
| R               | 12 | Aleksander But'ko   |             | 2 zmiana    | 1 wskładzie | 1 wskładzie | 1 wskładzie | 2   |
| P               | 20 | Chaczatur Stepanian | 2 zmiana    | 2 zmiana    | 2 zmiana    | 2 zmiana    | 2 zmiana    |     |
| Trener          |    |                     |             |             |             |             |             |     |
| Władimir Alekno |    |                     |             |             |             |             |             |     |

Statystyki meczowe
| Brazylia | STATYSTYKI        | Rosja |
| 109      | MAŁE PUNKTY       | 112   |
| 54       | ATAK              | 63    |
| 12       | BLOK              | 12    |
| 6        | SERWIS            | 8     |
| 37       | BŁĘDY PRZECIWNIKA | 29    |

## Statystyki indywidualne
| 1 | Bartosz Kurek            | 81 | 13 | 9 | 103 |
| 2 | Maksim Michajłow         | 82 | 16 | 4 | 102 |
| 3 | Facundo Conte            | 83 | 5  | 6 | 94  |
| 4 | Taras Chtiej             | 59 | 7  | 3 | 69  |
| 5 | Théo Fabrício Nery Lopes | 53 | 9  | 1 | 63  |

| Najlepiej atakujący | Najlepiej atakujący            | Najlepiej atakujący | Najlepiej atakujący | Najlepiej atakujący | Najlepiej atakujący | Najlepiej atakujący | Najlepiej atakujący |
| Rk                  | Imię i nazwisko                | Atak 1              | Błędy               | Atak 2              | Razem               | %                   |                     |
| ------------------- | ------------------------------ | ------------------- | ------------------- | ------------------- | ------------------- | ------------------- | ------------------- |
| 1                   | Théo Fabrício Nery Lopes       | 53                  | 12                  | 24                  | 89                  | 59,55               |                     |
| 2                   | Facundo Conte                  | 83                  | 21                  | 50                  | 154                 | 53,90               |                     |
| 3                   | Maksim Michajłow               | 82                  | 18                  | 55                  | 155                 | 52,90               |                     |
| 4                   | Taras Chtiej                   | 59                  | 13                  | 44                  | 116                 | 50,86               |                     |
| 5                   | Gilberto de Godoy Filho (Giba) | 52                  | 14                  | 45                  | 111                 | 46,85               |                     |

| Najlepiej blokujący | Najlepiej blokujący | Najlepiej blokujący | Najlepiej blokujący | Najlepiej blokujący | Najlepiej blokujący | Najlepiej blokujący | Najlepiej blokujący |
| Rk                  | Imię i nazwisko     | Bloki punktowe      | Błędy               | Wybloki             | Razem               | Średnio na set      |                     |
| ------------------- | ------------------- | ------------------- | ------------------- | ------------------- | ------------------- | ------------------- | ------------------- |
| 1                   | Maksim Michajłow    | 16                  | 16                  | 17                  | 49                  | 0,84                |                     |
| 2                   | Sebastián Solé      | 15                  | 46                  | 31                  | 92                  | 0,83                |                     |
| 3                   | Dmitrij Muserski    | 13                  | 39                  | 42                  | 94                  | 0,68                |                     |
| 4                   | Bartosz Kurek       | 13                  | 18                  | 19                  | 50                  | 0,65                |                     |
| 5                   | Piotr Nowakowski    | 11                  | 50                  | 32                  | 93                  | 0,55                |                     |

| Najlepiej zagrywający | Najlepiej zagrywający | Najlepiej zagrywający | Najlepiej zagrywający | Najlepiej zagrywający | Najlepiej zagrywający | Najlepiej zagrywający | Najlepiej zagrywający |
| Rk                    | Imię i nazwisko       | Serwisy punktowe      | Błędy                 | Inne                  | Razem                 | Średnio na set        |                       |
| --------------------- | --------------------- | --------------------- | --------------------- | --------------------- | --------------------- | --------------------- | --------------------- |
| 1                     | Dmitrij Muserski      | 12                    | 22                    | 57                    | 91                    | 0,63                  |                       |
| 2                     | Bartosz Kurek         | 9                     | 28                    | 41                    | 78                    | 0,45                  |                       |
| 3                     | Facundo Conte         | 6                     | 19                    | 47                    | 72                    | 0,33                  |                       |
| 4                     | Lucas Saatkamp        | 6                     | 13                    | 31                    | 50                    | 0,30                  |                       |
| 5                     | Federico Pereyra      | 5                     | 16                    | 29                    | 50                    | 0,28                  |                       |

| Najlepiej broniący | Najlepiej broniący  | Najlepiej broniący | Najlepiej broniący | Najlepiej broniący | Najlepiej broniący | Najlepiej broniący | Najlepiej broniący |
| Rk                 | Imię i nazwisko     | Obrony             | Błędy              | Przyjęcia          | Razem              | Średnio na set     |                    |
| ------------------ | ------------------- | ------------------ | ------------------ | ------------------ | ------------------ | ------------------ | ------------------ |
| 1                  | Krzysztof Ignaczak  | 88                 | 21                 | 2                  | 111                | 4,40               |                    |
| 2                  | Aleksander Sokołow  | 83                 | 22                 | 6                  | 111                | 4,37               |                    |
| 3                  | Alexis González     | 73                 | 17                 | 11                 | 101                | 4,06               |                    |
| 4                  | Sérgio Dutra Santos | 81                 | 22                 | 5                  | 108                | 4,05               |                    |
| 5                  | Murilo Endres       | 60                 | 16                 | 5                  | 81                 | 3,00               |                    |

| Najlepiej rozgrywający | Najlepiej rozgrywający | Najlepiej rozgrywający | Najlepiej rozgrywający | Najlepiej rozgrywający | Najlepiej rozgrywający | Najlepiej rozgrywający | Najlepiej rozgrywający |
| Rk                     | Imię i nazwisko        | Rozegranie 1           | Błędy                  | Rozegranie 2           | Razem                  | Średnio na set         |                        |
| ---------------------- | ---------------------- | ---------------------- | ---------------------- | ---------------------- | ---------------------- | ---------------------- | ---------------------- |
| 1                      | Luciano De Cecco       | 179                    | 1                      | 128                    | 308                    | 9,94                   |                        |
| 2                      | Bruno Mossa Rezende    | 138                    | 3                      | 157                    | 298                    | 6,90                   |                        |
| 3                      | Siergiej Grankin       | 123                    | 3                      | 171                    | 297                    | 6,47                   |                        |
| 4                      | Łukasz Żygadło         | 87                     | 6                      | 302                    | 395                    | 4,35                   |                        |
| 5                      | Marlon Muraguti Yared  | 66                     | 4                      | 64                     | 134                    | 3,30                   |                        |

| Najlepiej przyjmujący | Najlepiej przyjmujący | Najlepiej przyjmujący | Najlepiej przyjmujący | Najlepiej przyjmujący | Najlepiej przyjmujący | Najlepiej przyjmujący | Najlepiej przyjmujący |
| Rk                    | Imię i nazwisko       | Idealne               | Błędy                 | Przyjęcia serwisu     | Razem                 | %                     |                       |
| --------------------- | --------------------- | --------------------- | --------------------- | --------------------- | --------------------- | --------------------- | --------------------- |
| 1                     | Murilo Endres         | 111                   | 4                     | 46                    | 161                   | 66,46                 |                       |
| 2                     | Alexis González       | 71                    | 9                     | 23                    | 103                   | 60,19                 |                       |
| 3                     | Rodrigo Quiroga       | 82                    | 7                     | 38                    | 127                   | 59,06                 |                       |
| 4                     | Krzysztof Ignaczak    | 100                   | 11                    | 42                    | 153                   | 58,17                 |                       |
| 5                     | Sérgio Dutra Santos   | 66                    | 10                    | 33                    | 109                   | 51,38                 |                       |

| Najlepsi libero | Najlepsi libero     | Najlepsi libero | Najlepsi libero | Najlepsi libero | Najlepsi libero | Najlepsi libero | Najlepsi libero |
| Rk 1            | Imię i nazwisko     | Idealne         | Błędy           | W grze          | Razem           | Średnio na set  |                 |
| --------------- | ------------------- | --------------- | --------------- | --------------- | --------------- | --------------- | --------------- |
| 1               | Krzysztof Ignaczak  | 188             | 32              | 44              | 264             | 9,40            |                 |
| 2               | Aleksander Sokołow  | 163             | 35              | 57              | 255             | 8,58            |                 |
| 3               | Alexis González     | 144             | 26              | 34              | 204             | 8,00            |                 |
| 4               | Sérgio Dutra Santos | 147             | 32              | 38              | 217             | 7,35            |                 |